# Provinser i Iran
Iran er inddelt i 30 provinser. De iranske provinser kaldes for ostan (persisk: استان ostān, flertal استانھا ostānhā). En ostan er en officiel geografisk underafdeling i Iran. Pr. 2006, har Iran 30 Ostan og hver Ostan har en markaz-e ostan (persisk: مرکز markaz, betyder centrum), der er hovedbyen og flere shahrestan. Hver ostan har også en Ostandari, en styrelse der koordinerer alle regerings- og statskontorer og organisationer indenfor en ostan, oftest lokaliseret i hovedbyen af provinsen. Lederen af Ostandari kaldes en Ostandar (persisk: استاندار ostāndār) og er guvernøren, som er den højeste autoritet i en ostan. 
Indtil 1950, var Iran inddelt i 12 provinser: Ardalan, Aserbajdsjan, Baluchestan, Fars, Gilan, Araq-e Ajam, Khorasan, Khusistan, Kerman, Larestan, Luristan og Mazandaran.  I 1950 blev Iran reorganiseret til at danne ti provinser: Gilan; Mazandaran; Øst Aserbajdsjan; Vest Aserbajdsjan; Kermanshah; Khuzestan; Fars; Kerman; Khorasan; Isfahan. Fra 1960 til 1981 blev der en efter en givet provinsstatus til flere underdelinger af Iran. Efter dette er der blevet dannet flere nye provinser. For nylig i 2004 blev provinsen Khorasan delt ind i tre nye provinser . 
Hver provins er yderligere inddelt i regioner eller amter, kaldet for shahrestan (persisk: شهرستان shahrestān) og hver shahrestan er inddelt i mindre kommuner kaldet bakhsh (persisk: بخش bakhsh). Der er som regel nogle byer (persisk: شهر shahr) og landsbyer (persisk: دهستان dehestān) i hver bakhsh og en af disse er dens hovedby. Ifølge Irans Statistiske Centers hjemmeside var disse tal gældende for slutningen af marts 2005, hvilket var slutningen af den iranske kalender år 1385.
- Antal af Ostan (provins): 30
- Antal af Shahrestan (region): 324
- Antal af Bakhsh (kommune) : 865
- Antal af Shahr (by) : 982
- Antal af Dehestan (landsby): 2378

| Nr. | Provins / Ostan            | Hovedby         | Areal (km²) | Indbyggertal | Tæthed (Mennesker/km²) | Shahrestan |
| --- | -------------------------- | --------------- | ----------- | ------------ | ---------------------- | ---------- |
| 1   | Teheran                    | Teheran         | 18.814      | 12.150.742   | 645.8                  | 13         |
| 2   | Qom                        | Qom             | 11.526      | 1.064.456    | 92,4                   | 1          |
| 3   | Markazi                    | Arak            | 29.130      | 1.361.394    | 46,7                   | 10         |
| 4   | Qazvin                     | Qazvin          | 15.549      | 1.166.861    | 75,0                   | 5          |
| 5   | Gilan                      | Rasht           | 14.042      | 2.410.523    | 171,7                  | 16         |
| 6   | Ardabil                    | Ardabil         | 17.800      | 1.257.624    | 70,7                   | 9          |
| 7   | Zanjan                     | Zanjan          | 21.773      | 970.946      | 44,6                   | 7          |
| 8   | Øst Aserbajdsjan           | Tabriz          | 45.650      | 3.500.183    | 76,7                   | 19         |
| 9   | Vest Aserbajdsjan          | Urmia           | 37.437      | 2.949.426    | 78,8                   | 14         |
| 10  | Kurdistan                  | Sanandaj        | 29.137      | 1.574.118    | 54,0                   | 9          |
| 11  | Hamedan/Hamadan            | Hamedan/Hamadan | 19.368      | 1.738.772    | 89,8                   | 8          |
| 12  | Kermanshah                 | Kermanshah      | 24.998      | 1.938.060    | 77,5                   | 13         |
| 13  | Ilam                       | Ilam            | 20.133      | 545.093      | 27,1                   | 7          |
| 14  | Luristan                   | Khorramabad     | 28.294      | 1.758.628    | 62,2                   | 9          |
| 15  | Khusistan                  | Ahvaz           | 64.055      | 4.345.607    | 67,8                   | 18         |
| 16  | Chahar Mahaal og Bakhtiari | Shahrekord      | 16.332      | 842.002      | 51,6                   | 6          |
| 17  | Kohkiluyeh og Buyer Ahmad  | Yasuj           | 15.504      | 695.099      | 44,8                   | 5          |
| 18  | Bushehr                    | Bushehr         | 22.743      | 816.115      | 35,9                   | 9          |
| 19  | Fars                       | Shiraz          | 122.608     | 4.385.869    | 35,8                   | 23         |
| 20  | Hormozgan                  | Bandar Abbas    | 70.669      | 1.314.667    | 18,6                   | 11         |
| 21  | Sistan og Baluchistan      | Zahedan         | 181.785     | 2.290.076    | 12,6                   | 8          |
| 22  | Kerman                     | Kerman          | 180.836     | 2.432.927    | 13,5                   | 14         |
| 23  | Yazd                       | Yazd            | 129.285     | 958.318      | 7,4                    | 10         |
| 24  | Isfahan                    | Isfahan         | 107.029     | 4.454.595    | 41,6                   | 21         |
| 25  | Semnan                     | Semnan          | 97.491      | 589.512      | 6,0                    | 4          |
| 26  | Mazandaran                 | Sari            | 23.701      | 2.818.831    | 118,9                  | 15         |
| 27  | Golestan                   | Gorgan          | 20.195      | 1.637.063    | 81,1                   | 11         |
| 28  | Nord Khorasan              | Bojnourd        | 28.434      | 786.918      | 27,7                   | 6          |
| 29  | Razavi Khorasan            | Mashhad         | 144.681     | 5.202.770    | 36,0                   | 19         |
| 30  | Syd Khorasan               | Birjand         | 69.555      | 510.218      | 7,3                    | 4          |
|     | Iran                       | Tehran          | 1.628.554   | 68.467.413   | 42,0                   | 324        |